# Dichtblok
Een dichtblok of dichtstuk wordt toegepast in de tunnelbouw.
Wanneer een tunnelboormachine door de wand van de startschacht of ontvangstschacht wil boren, bestaat de kans dat hierdoor grond en water de schachten binnendringen. Het dichtblok kan een blok grond zijn welke behandeld is, waardoor de sterkte ervan toegenomen is en het blok vrijwel ondoordringbaar is voor water. Het is echter ook mogelijk om het dichtblok van beton en grout te maken, welke de grond ter plaatse vervangt.
Het mag duidelijk zijn dat het dichtblok nog wel door de tunnelboormachine doorboord moet kunnen worden, het zal in het geval van beton dus van lagesterkte beton worden gemaakt.